# Franciszek Młocki
Franciszek Młocki herbu Prawdzic (ur. ok. 1730 roku – zm. 26 września 1812 we Lwowie) – kasztelan wołyński od 1784 roku, chorąży czernihowski w latach 1767–1784, stolnik czernihowski w latach 1765–1767, porucznik 7 Brygady Kawalerii Narodowej do 1783 roku.
Poseł i sędzia sejmowy z województwa czernihowskiego na sejm 1776 roku. Poseł na sejm 1778 roku z województwa wołyńskiego.
Był członkiem konfederacji Sejmu Czteroletniego. 
W 1790 roku odznaczony Orderem Orła Białego. W 1784 roku został kawalerem Orderu Świętego Stanisława.